# آیدا صادقی
آیدا صادقی بازیگر ایرانی است که برای بازی در فیلم آفساید به کارگردانی جعفر پناهی برنده جایزه بهترین بازیگر از جشنواره فیلم خیخون شد. او در تئاتر نیز فعال است.